# دانشگاه حیفا
دانشگاه حیفا (به عبری: אוניברסיטת חיפה) یک دانشگاه تحقیقاتی دولتی در کنار شهر ساحلی حیفا و بر روی تپه‌های کرمل است که در سال ۱۹۶۳ میلادی بنیان‌گذاری شده‌است.

## مرکز ایران‌شناسی دانشگاه حیفا

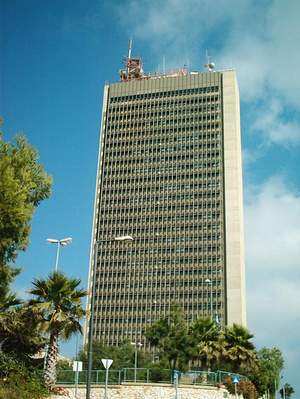
ساختمان کتابخانه دانشگاه حیفا

در سال ۲۰۰۶ یک مرکز پژوهشی برای شناخت تاریخ و فرهنگ ایران و حوزه خلیج فارس در دانشگاه حیفا گشوده شد که ریاست آن را دکتر سلی شاهور برعهده دارد. گفتنی است که وی خود از استادان ایرانی‌زاده اسرائیلی است.
همچنین در ۱۲ دسامبر ۲۰۰۷ میلادی، کتابخانه فارسی دانشگاه حیفا با نام «کتابخانه دکتر سارا سرودی» افتتاح شد. دکتر سارا سرودی استاد فرهنگ و ادبیات فارسی معاصر در دانشگاه عبری اورشلیم بود که در سال ۲۰۰۵ به دنبال یک بیماری کوتاه درگذشت و در شهر اورشلیم به خاک سپرده شد. مجموعه کتابهای شخصی وی نیز به کتابخانه وی در دانشگاه حیفا اهدا گردید.

## دانشجویان و دانشکده‌ها
هم‌اکنون دانشگاه حیفا در حدود ۱۶۴۰۰ دانشجو دارد. دانشکده‌های دانشگاه حیفا عبارت‌اند از:
- دانشکده علوم قضایی
- دانشکده علوم انسانی
- دانشکده علوم سیاسی
- دانشکده علوم اقتصادی

## دانش‌آموختگان مشهور

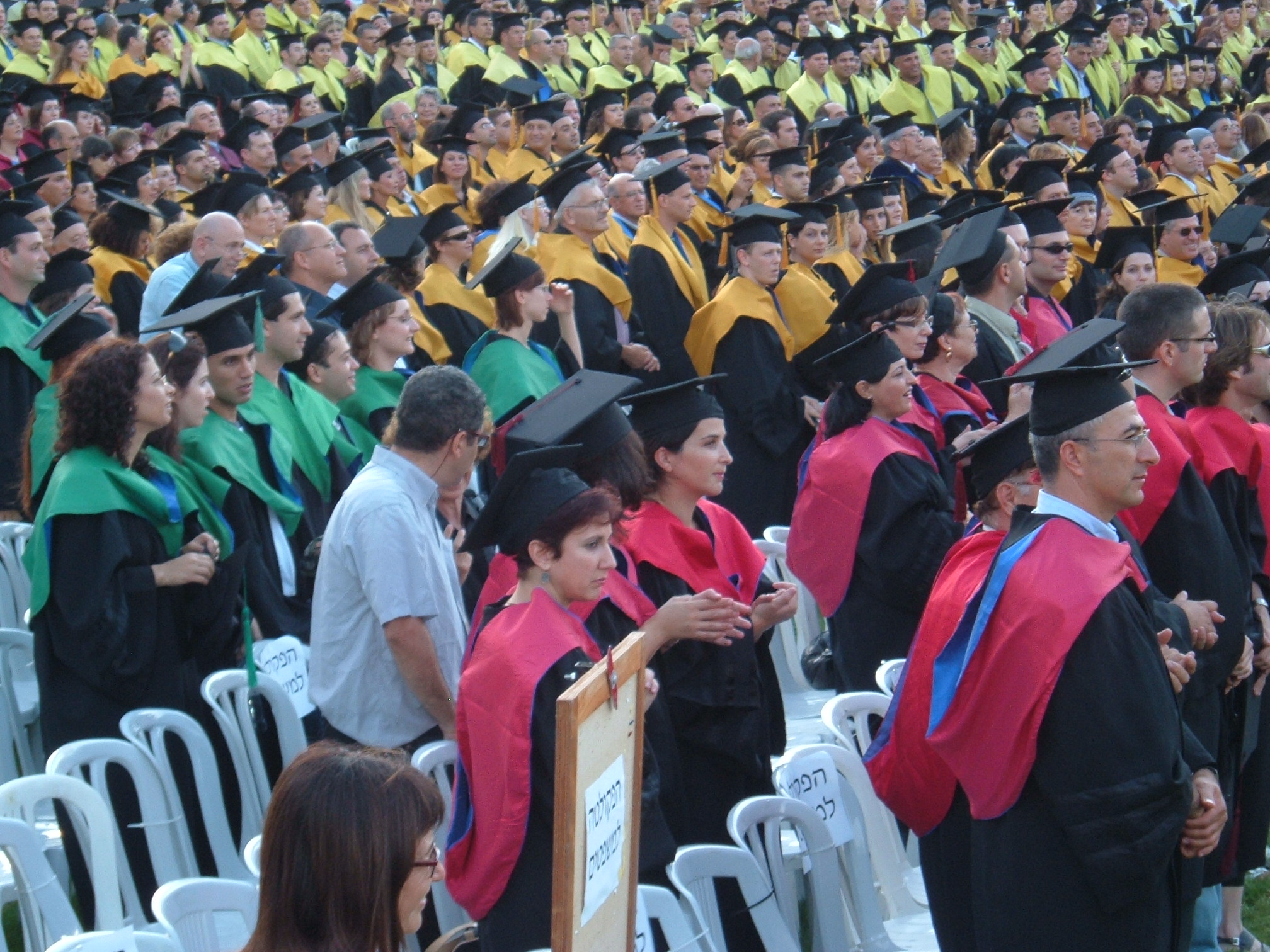
فارغ التحصیلان دورهٔ کارشناسی ارشد سال ۲۰۰۷ دانشگاه حیفا

- سپهبد گبی اشکنازی، ۱۹مین فرمانده ستاد کل فرماندهی و عملیات ارتش اسرائیل
- سپهبد بنی گنتس، ۲۰مین فرمانده ستاد کل فرماندهی و عملیات ارتش اسرائیل
- سپهبد اسحاق گرشان، فرمانده جبهه خطوط مقدم ارتش اسرائیل
- سپهبد یوآف گالانت، فرماندهٔ جبهه جنوبی و وزیر دفاع اسرائیل